# Torsten Lieberknecht
Torsten Lieberknecht (Bad Dürkheim, 1º agosto 1973) è un allenatore di calcio ed ex calciatore tedesco, di ruolo centrocampista, tecnico del Kaiserslautern.

## Carriera

### Giocatore
Lieberknecht ha iniziato la sua carriera da professionista al Kaiserslautern, dove ha fatto il suo debutto in Bundesliga il 26 agosto 1992 nella gara contro il Waldhof Mannheim. Al termine della stagione lascia il Kaiserslautern per unirsi proprio al Waldhof Mannheim. Giocò circa dieci stagioni in 2. Bundesliga per Mannheim, Magonza e Eintracht Braunschweig, prima di ritirarsi dal calcio giocato nel 2007.
Vanta nove presenze nella nazionale Under-21 e fu tra i convocati per il Mondiale Under-20 1993 in Australia.

### Allenatore
Dopo il ritiro dal calcio giocato, a Lieberknecht fu affidato il settore giovanile dell'Eintracht Braunschweig. Al termine della Fußball-Regionalliga 2007-2008 il club rischiava di non qualificarsi per la neonata 3. Liga, che avrebbe sancito la prima retrocessione della storia nel quarto livello del campionato tedesco di calcio. Quando Benno Möhlmann, al tempo allenatore della prima squadra dell'Eintracht Braunschweig, si dimise nel maggio 2008, Lieberknecht fu nominato suo successore. Sotto la sua guida, il club si assicurò la partecipazione alla 3. Liga dopo l'ultima partita della stagione e cominciò l'ascesa verso le categorie superiori. Nella 2010-11 Lieberknecht e la sua squadra vinsero il campionato e furono promossi in 2. Bundesliga. La stagione seguente fu di assestamento e la squadra si piazzò agevolmente a metà classifica. Nella stagione 2012-2013 portò il club al secondo posto in classifica e quindi alla promozione in Bundesliga dopo 28 anni di assenza. Lieberknecht è stato ampliamento riconosciuto dai media tedeschi come una delle figure chiave per la rinascita del club dopo numerosi anni in seconda e terza serie.

## Statistiche

### Statistiche da allenatore
Statistiche aggiornate al 1 luglio 2024. In grassetto le competizioni vinte.
| Stagione                      | Squadra                       | Campionato                    | Campionato | Campionato | Campionato | Campionato | Coppe nazionali | Coppe nazionali | Coppe nazionali | Coppe nazionali | Coppe nazionali | Coppe continentali | Coppe continentali | Coppe continentali | Coppe continentali | Coppe continentali | Altre coppe | Altre coppe | Altre coppe | Altre coppe | Altre coppe | Totale | Totale | Totale | Totale | % Vittorie | Piazzamento |
| Stagione                      | Squadra                       | Comp                          | G          | V          | N          | P          | Comp            | G               | V               | N               | P               | Comp               | G                  | V                  | N                  | P                  | Comp        | G           | V           | N           | P           | G      | V      | N      | P      | %          | Piazzamento |
| ----------------------------- | ----------------------------- | ----------------------------- | ---------- | ---------- | ---------- | ---------- | --------------- | --------------- | --------------- | --------------- | --------------- | ------------------ | ------------------ | ------------------ | ------------------ | ------------------ | ----------- | ----------- | ----------- | ----------- | ----------- | ------ | ------ | ------ | ------ | ---------- | ----------- |
| mag.-giu. 2008                | Eintracht Braunschweig        | FRN                           | 3          | 2          | 1          | 0          | -               | -               | -               | -               | -               | -                  | -                  | -                  | -                  | -                  | -           | -           | -           | -           | -           | 3      | 2      | 1      | 0      | 66,67      | Sub. 10°    |
| 2008-2009                     | Eintracht Braunschweig        | 3BL                           | 38         | 12         | 9          | 17         | -               | -               | -               | -               | -               | -                  | -                  | -                  | -                  | -                  | -           | -           | -           | -           | -           | 38     | 12     | 9      | 17     | 31,58      | 13°         |
| 2009-2010                     | Eintracht Braunschweig        | 3BL                           | 38         | 17         | 11         | 10         | CG              | 1               | 0               | 0               | 1               | -                  | -                  | -                  | -                  | -                  | -           | -           | -           | -           | -           | 39     | 17     | 11     | 11     | 43,59      | 4°          |
| 2010-2011                     | Eintracht Braunschweig        | 3BL                           | 38         | 26         | 7          | 5          | CG              | 1               | 0               | 0               | 1               | -                  | -                  | -                  | -                  | -                  | -           | -           | -           | -           | -           | 39     | 26     | 7      | 6      | 66,67      | 1° (prom.)  |
| 2011-2012                     | Eintracht Braunschweig        | 2BL                           | 34         | 10         | 15         | 9          | CG              | 1               | 0               | 0               | 1               | -                  | -                  | -                  | -                  | -                  | -           | -           | -           | -           | -           | 35     | 10     | 15     | 10     | 28,57      | 8°          |
| 2012-2013                     | Eintracht Braunschweig        | 2BL                           | 34         | 19         | 10         | 5          | CG              | 2               | 1               | 0               | 1               | -                  | -                  | -                  | -                  | -                  | -           | -           | -           | -           | -           | 36     | 20     | 10     | 6      | 55,56      | 2° (prom.)  |
| 2013-2014                     | Eintracht Braunschweig        | BL                            | 34         | 6          | 7          | 21         | CG              | 1               | 0               | 0               | 1               | -                  | -                  | -                  | -                  | -                  | -           | -           | -           | -           | -           | 35     | 6      | 7      | 22     | 17,14      | 18° (retr.) |
| 2014-2015                     | Eintracht Braunschweig        | 2BL                           | 34         | 15         | 5          | 14         | CG              | 3               | 2               | 0               | 1               | -                  | -                  | -                  | -                  | -                  | -           | -           | -           | -           | -           | 37     | 17     | 5      | 15     | 45,95      | 6°          |
| 2015-2016                     | Eintracht Braunschweig        | 2BL                           | 34         | 12         | 10         | 12         | CG              | 3               | 2               | 0               | 1               | -                  | -                  | -                  | -                  | -                  | -           | -           | -           | -           | -           | 37     | 14     | 10     | 13     | 37,84      | 8°          |
| 2016-2017                     | Eintracht Braunschweig        | 2BL                           | 34+2       | 19+0       | 9+0        | 6+2        | CG              | 1               | 0               | 0               | 1               | -                  | -                  | -                  | -                  | -                  | -           | -           | -           | -           | -           | 37     | 19     | 9      | 9      | 51,35      | 3°          |
| 2017-2018                     | Eintracht Braunschweig        | 2BL                           | 34         | 8          | 15         | 11         | CG              | 1               | 0               | 0               | 1               | -                  | -                  | -                  | -                  | -                  | -           | -           | -           | -           | -           | 35     | 8      | 15     | 12     | 22,86      | 17° (retr.) |
| Totale Eintracht Braunschweig | Totale Eintracht Braunschweig | Totale Eintracht Braunschweig | 355+2      | 146+0      | 99+0       | 110+2      |                 | 14              | 5               | 0               | 9               |                    | -                  | -                  | -                  | -                  |             | -           | -           | -           | -           | 371    | 151    | 99     | 121    | 40,70      |             |
| ott. 2018-2019                | Duisburg                      | 2BL                           | 26         | 6          | 8          | 12         | CG              | 2               | 1               | 0               | 1               | -                  | -                  | -                  | -                  | -                  | -           | -           | -           | -           | -           | 28     | 7      | 8      | 13     | 25,00      | Sub. 18°    |
| 2019-2020                     | Duisburg                      | 3BL                           | 38         | 17         | 11         | 10         | CG              | 2               | 1               | 0               | 1               | -                  | -                  | -                  | -                  | -                  | -           | -           | -           | -           | -           | 40     | 18     | 11     | 11     | 45,00      | 5°          |
| lug.-nov. 2020                | Duisburg                      | 3BL                           | 8          | 2          | 2          | 4          | CG              | 1               | 0               | 0               | 1               | -                  | -                  | -                  | -                  | -                  | -           | -           | -           | -           | -           | 9      | 2      | 2      | 5      | 22,22      | Eson.       |
| Totale Duisburg               | Totale Duisburg               | Totale Duisburg               | 72         | 25         | 21         | 26         |                 | 5               | 2               | 0               | 3               |                    | -                  | -                  | -                  | -                  |             | -           | -           | -           | -           | 77     | 27     | 21     | 29     | 35,06      |             |
| 2021-2022                     | Darmstadt                     | 2BL                           | 34         | 18         | 6          | 10         | CG              | 1               | 0               | 1               | 0               | -                  | -                  | -                  | -                  | -                  | -           | -           | -           | -           | -           | 35     | 18     | 7      | 10     | 51,43      | 4°          |
| 2022-2023                     | Darmstadt                     | 2BL                           | 34         | 20         | 7          | 7          | CG              | 3               | 2               | 0               | 1               | -                  | -                  | -                  | -                  | -                  | -           | -           | -           | -           | -           | 37     | 22     | 7      | 8      | 59,46      | 2° (prom.)  |
| 2023-2024                     | Darmstadt                     | BL                            | 34         | 3          | 8          | 23         | CG              | 1               | 0               | 0               | 1               | -                  | -                  | -                  | -                  | -                  | -           | -           | -           | -           | -           | 35     | 3      | 8      | 24     | &8,57      | 18° (retr.) |
| 2024-2025                     | Darmstadt                     | 2BL                           | 0          | 0          | 0          | 0          | CG              | 0               | 0               | 0               | 0               | -                  | -                  | -                  | -                  | -                  | -           | -           | -           | -           | -           | 0      | 0      | 0      | 0      | —          | in corso    |
| Totale Darmstadt              | Totale Darmstadt              | Totale Darmstadt              | 102        | 41         | 21         | 40         |                 | 5               | 2               | 1               | 2               |                    | -                  | -                  | -                  | -                  |             | -           | -           | -           | -           | 107    | 43     | 22     | 42     | 40,19      |             |
| Totale Carriera               | Totale Carriera               | Totale Carriera               | 531        | 212        | 141        | 178        |                 | 24              | 9               | 1               | 14              |                    | -                  | -                  | -                  | -                  |             | -           | -           | -           | -           | 555    | 221    | 142    | 192    | 39,82      |             |

## Palmarès

### Allenatore

#### Competizioni nazionali
- 3. Liga: 2

E. Braunschweig: 2010-2011
Duisburg: 2019-2020